# رون دورسي (لاعب كرة سلة مواليد 1983)
رون دورسي (بالإنجليزية: Ron Dorsey)‏ مواليد 2 نوفمبر 1983 في ديترويت، هو لاعب كرة سلة أمريكي معتزل. بدأ مسيرته الاحترافية في سنة 2005. يبلغ طوله 6 قدم 6 بوصة (2.0 م). اعتزل اللعب في 2013.

## المسيرة الاحترافية
لعب مع نادي نبتونس لكرة السلة في موسم 2006–2007، ثم لعب مع إس بي أو روان باسكت في الدوري الفرنسي من سنة 2007 إلى 2009، ثم لعب مع كيرنز تيبانز في الدوري الأسترالي في موسم 2010–2011، ثم لعب مع ملبورن يونايتد في موسم 2011–2012، ثم لعب مع روسا رادوم في موسم 2012–2013.

## روابط خارجية
- رون دورسي على موقع كلية كرة السلة في سبورتس رفرنس.كوم (الإنجليزية)
- رون دورسي على موقع ريلجم (الإنجليزية)
- رون دورسي على موقع بروبوليرز (الإنجليزية)